# My Ruin
My Ruin é uma banda de metal alternativo norte-americana, formada por Tairrie B e Mick Murphy. A banda tem uma pegada pesada de metal alternativo, com vocal hora suave e hora agressivo.
A vocalista Tairrie B tem sido visto como uma figura controversa na indústria da música por sua atitude sincera e honesta. Tairrie primeiro veio a notoriedade com o lançamento de seu álbum de rap solo; Power Of A Woman (Poder de uma mulher), em 1990, e ao criar a banda ao lado de Mick Murphy, Tairrie B esbanjou atitude nos palcos em suas apresentações, unindo sempre seu lado feminino ao seu lado agressivo.

## Discografia
Albuns de estúdio
- Speak and Destroy (1999)
- A Prayer Under Pressure of Violent Anguish (2000)
- The Horror of Beauty (2003)
- The Brutal Language (2005)
- Throat Full of Heart (2008)
- Ghosts and Good Stories (2010)
- A Southern Revelation (2011)
- The Scarred Mood (2013)

EP's
- The Shape of Things to Come... (2003)

Singles
- Terror/June 10 (1999)
- Tainted Love/Blasphemous Girl (1999)
- Beauty Fiend/Masochrist (2000)

Albuns ao vivo
- To Britain with Love & Bruises (2001)
- Alive on the Other Side (2008)

Compilações
- Blasphemous Girl (2002)
- Ruined & Recalled (2003)